# Quintetto per archi op. 11 n. 5 (Boccherini)
Il quintetto per archi op. 11, n. 5 in mi maggiore, G 275, è una composizione di Luigi Boccherini, scritta nel 1771 e pubblicata nel 1775. Questo quintetto è famoso per il suo terzo movimento, il celebre minuetto, che viene suonato il più delle volte come un pezzo autonomo, al di fuori del contesto della composizione originale.

## Storia
All'epoca della composizione, Boccherini aveva composto dei quartetti d'archi per circa dieci anni. Nel 1771, l'infante Luigi Antonio di Borbone-Spagna, mecenate del Boccherini e fratello del re Carlo III, diede lavoro al violinista Francisco Font e i suoi tre figli come musicisti del "quartetto d'archi Font". Questo quartetto suonò molte opere boccheriniane, al che egli stesso spesso si univa a loro come musicista, il che lo spinse ad aggiungere un secondo violoncello alla sua musica, passando quindi da un quartetto a un quintetto d'archi. I primi di questi quintetti vennero composti nel 1771.

## Minuetto
Il terzo movimento del quintetto è il più famoso e quello che viene rappresentato di più. Il tempo è di 3/4 e la scala è il la maggiore, mentre nel resto della composizione è il mi maggiore.

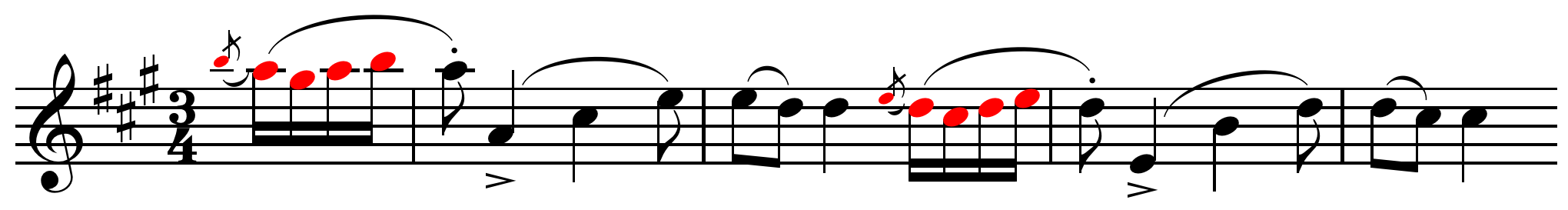
L'anacrusi del minuetto (evidenziata in rosso)

All'inizio del movimento, il primo violino suona una melodia semplice ed elegante, un'anacrusi, mentre la viola e il violoncello seguono un pizzicato per otto note. Il secondo violino, d'altro canto, esegue delle legature veloci per sedici note. Secondo Elisabeth Le Guin nel suo Boccherini’s Body: An Essay in Carnal Musicology, "il secondo violinista non ha tempo per le galanterie, ma deve concentrarsi a mantenere ragionevoli gli incroci continui delle corde per tutta la lunghezza dell'archetto".

## Struttura
1. Amoroso - Allegro giusto, 3/8, mi maggiore
2. Allegro e con spirito, 4/4, mi maggiore
3. Minuetto/Trio, 3/4, la maggiore/re minore
4. Rondò, 2/4, mi maggiore

## Strumentazione
- archi: 2 violini, 1 viola, 2 violoncelli

## Nella cultura di massa
Il minuetto è stato largamente adoperato nella cultura di massa, come film, serie televisive e videogiochi. Per esempio, è stato usato in pellicole quali L'orgoglio degli Amberson del 1942, Se ci sei batti due colpi del 1946, la commedia nera inglese La signora omicidi del 1955 e in versione da carillon in Cavalcarono insieme del 1961. Viene inoltre citato dal chitarrista rock immaginario Nigel Tufnel (interpretato da Christopher Guest) nelle ultime battute della canzone Heavy Duty dal falso documentario This is Spinal Tap del 1984, come a parodiare le pretese classiche di alcuni gruppi metal.
Il programma per bambini inglese ZZZap! adoperava il terzo movimento negli sketch con il personaggio di Smart Arty, interpretato da Neil Buchanan, mentre alla fine degli anni 60 il predecessore pioneristico della Radio Pubblica del Minnesota usò l'inizio del movimento come tema d'apertura per il suo programma seriale di musica classica.